# N1 (Frans-Guyana)
De N1 (ook: RN1; Route nationale 1) is een weg in het Frans overzees departement Frans-Guyana. De weg verbindt Cayenne met Saint-Laurent-du-Maroni, en heeft een lengte van 258 kilometer. Het is de drukste weg van Frans-Guyana. In Saint-Laurent-du-Maroni is een aansluiting op de veer naar Albina in Suriname.

## Geschiedenis
In 1863 begon de constructie van de Koloniale Route 1 van Cayenne naar Saint-Laurent-du-Maroni. De weg werd aangelegd door bagnards (gevangenen) van de strafkolonie. Vele gevangenen stierven tijdens de aanleg van de weg. In de jaren 1970 werd het gedeelte tussen Kourou en Sinnamary omgelegd voor de aanleg van het Centre Spatial Guyanais. De route de l'Espace die toegang geeft tot het ruimtevaartcentrum is de oude N1. In 1999 is het gedeelte tussen Balata en Maringouins verbreed naar een 2x2 weg.

## Toekomstsplannen
Het besluit is genomen het gehele gedeelte tussen Kourou en Cayenne te verdubbelen, maar het wordt geen autoweg (expressweg) en houdt een snelheidslimiet van 90 km/u. In 2022 is de verdubbeling onder constructie. De brug naar Suriname over de Marowijne is gewenst door beide landen, maar is anno 2022 nog niet omgezet naar concrete plannen.

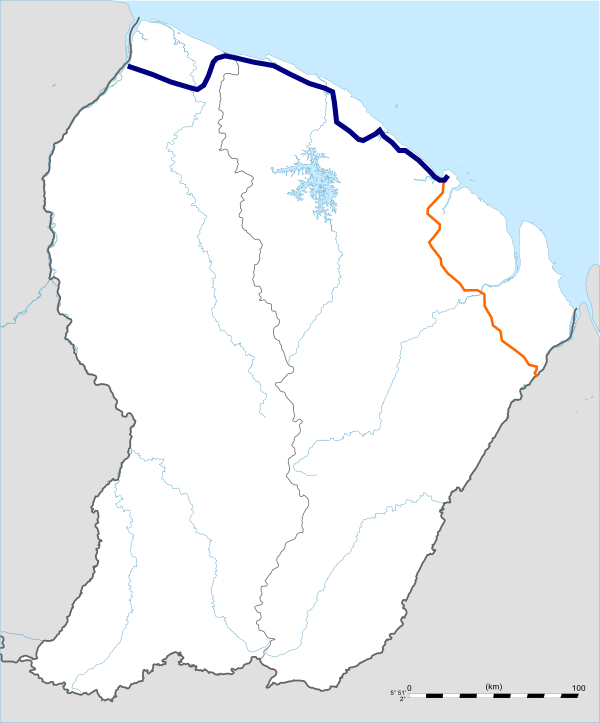